# باشگاه فوتبال آب‌شوران
باشگاه فوتبال آب‌شوران (به لاتین: Absheron FK) یک باشگاه و تیم فوتبال پیشین در جمهوری آذربایجان است.